# Chiropterotriton mosaueri
Chiropterotriton mosaueri és una espècie d'amfibi urodel de la família Plethodontidae endèmica de Mèxic que habita en coves i està amenaçada d'extinció a causa de la destrucció de l'hàbitat.